# Чемпионат России по конькобежному спорту 1912
Чемпионат России по конькобежному спорту в классическом многоборье 1912 года — 24-й чемпионат России, который прошёл в феврале в Москве на катке Замоскворецкого клуба на Калужской улице. В первенстве принимали участие только мужчины.
Чемпионом России стал москвич Платон Ипполитов, серебряную награду выиграл Никита Найдёнов (Москва), третье место поделили Анатолий Назаров и Николай Плевако (оба — Москва). Ипполитов набрал большую сумму очков, чем Найдёнов, но стал чемпионом, так как одержал победу на двух дистанциях.
С 1908 года первенство разыгрывается на трех дистанциях 500, 1500 и 5000 метров. Для получения звания чемпиона России необходимо было победить на двух дистанциях. Последующие места распределялись по сумме очков на дистанциях. Все дистанции разыгрывались в один день.

## Результаты чемпионата
| место     | спортсмен        | город  | очки | 500 м    | 1500 м     | 5000 м      |
| --------- | ---------------- | ------ | ---- | -------- | ---------- | ----------- |
| 1         | Платон Ипполитов | Москва | 9    | 52,0 (7) | 2.37,8 (1) | 9.15,4 (1)  |
| 2         | Никита Найдёнов  | Москва | 6    | 49,8 (1) | 2.38,8 (3) | 9.48,8 (2)  |
| 3         | Анатолий Назаров | Москва | 11   | 51,8 (6) | 2.38,2 (2) | 9.55,4 (3)  |
| 3         | Николай Плевако  | Москва | 11   | 50,2 (2) | 2.45,0 (4) | 10.20,8 (5) |
| без места | И. Игнатов       | -      | -    | 50,6 (3) | -          | -           |